# Ramularia aequivoca
Ramularia aequivoca är en svampart som först beskrevs av Vincenzo de Cesati, och fick sitt nu gällande namn av Pier Andrea Saccardo 1882. Ramularia aequivoca ingår i släktet Ramularia och familjen Mycosphaerellaceae.   Inga underarter finns listade i Catalogue of Life.